# Chipre no Festival Eurovisão da Canção Júnior
Chipre participou 9 vezes no Festival Eurovisão da Canção Júnior desde que se estreou em 2003. O melhor resultado do país foi o oitavo lugar, alcançado tanto nos concursos de 2004 como de 2006 com Marios Tofi e a canção "Oneira" e Luis Panagiotou e Christina Christofi e a música "Agoria koritsia" respectivamente. A emissora nacional Cyprus Broadcasting Corporation (CyBC) já sediou o evento para Chipre uma vez, em 2008, em Limassol. A última participação do país no concurso foi em 2017.

## Hístoria
Chipre estreou no Festival Eurovisão da Canção Júnior 2003. Para sua primeira inscrição, o CyBC abriu o período de inscrição para artistas e compositores enviarem suas inscrições até 12 de setembro de 2003. De todas as 29 músicas enviadas ao CyBC, Theodora Rafti foi selecionada como participante cipriota. A sua entrada "Mia efhi" foi apresentada durante o programa de televisão Ora Kyprou (hora cipriota) no dia 15 de setembro. No festival, a música ficou em terceiro lugar na ordem de execução e ficou em 14º lugar entre 16 inscrições, com 16 pontos. Para o Festival Eurovisão da Canção Júnior 2004, uma final nacional com dez participantes organizada por Nikos Bogiatzis foi realizada em 7 de setembro de 2004. O vencedor foi escolhido por uma combinação 50/50 de votos de um júri profissional e televoto público. Foram revelados apenas os resultados do televoto, que Marios Tofi e a música "Oneira" venceram, com Louis Panagiotis em segundo e Rafail Georgiou e Anna Loizou em terceiro. No festival, Chipre melhorou em relação ao ano anterior, ocupando a posição 89 na ordem de corrida e ficando em 8º lugar entre 18 participantes.
Apesar de sediar uma final nacional com dez participantes e selecionar Rena Kiriakidi com a música "Tsirko", a nação esteve ausente do festival em 2005 devido a um "problema interno" com a música selecionada; a retirada tardia do país; no entanto, permitiu que o público cipriota ainda votasse naquele ano. Chipre regressou ao concurso em 2006 com a canção "Agoria koritsia" interpretada por Luis Panagiotou e Christina Christofi. Semelhante a 2004, a inscrição foi selecionada por uma final nacional. O evento com oito participantes ocorreu em 30 de setembro de 2006 e o vencedor foi escolhido por uma combinação de votos de um júri profissional (40%) e televoto público (60%). Como houve empate no final da votação com Sotiris Charalampous e "Prosefchi", o resultado da televotação teve precedência no envio de "Agoria koritsia" para Bucareste. No concurso, "Agoria koritsia" ficou em segundo lugar na ordem de corrida e ficou em oitavo lugar entre 15 participantes. No ano seguinte, foi realizada uma final nacional semelhante com oito participantes, só que, em vez disso, o vencedor foi escolhido por uma combinação 50/50 de votos de um júri profissional e televoto público. A final foi realizada no dia 29 de setembro de 2007, e Yiorgos Ioannides foi selecionado com a música "I mousiki dinei ftera". No concurso, a música ficou em quarto lugar na ordem de execução e ficou em 14º lugar entre 17 inscrições, conquistando 29 pontos.
Mais duas finais nacionais com oito participantes selecionaram as inscrições cipriotas em 2008 e em 2009. Para o Festival Eurovisão da Canção Júnior 2008, que foi organizado pela CyBC em Limassol, Chipre, a final foi realizada em 28 de junho de 2008 e foi apresentada por Christiana Stavrou e Kiriakos Pastides. O vencedor foi escolhido por uma combinação de votos de um júri profissional (40%) e televoto público (60%). Elena Mannouri e Charis Savva representaram o país com a música "Gioupi gia!", que foi apresentada em último (15º) lugar no concurso e ficou em 10º lugar com 46 pontos. A inscrita em 2009 foi Rafaella Kosta representou o país com a música "Thalassa, ilios, aeras, fotia". A final foi realizada no dia 3 de outubro de 2009 e foi apresentada por Grigoriadis Christos e Mary Kanther. O vencedor foi escolhido por uma combinação 50/50 de votos de um júri profissional (que incluiu Christina Metaxa que representou Chipre no Festival Eurovisão da Canção 2009) e televoto público. No concurso, a música foi executada em oitavo lugar na noite e ficou em 11º lugar entre 13 participantes.
Chipre não participou no 2010 por motivos não especificados. Embora a CyBC estivesse em conversações com a EBU para regressar ao concurso no 2013, posteriormente não o fez. Em 3 de julho de 2014 a CyBC anunciou seu retorno à competição após uma ausência de quatro anos, e sua entrada, Sophia Patsalides com a música "I pio omorfi mera", foi selecionada internamente pela emissora e anunciada no dia 21 de julho. No concurso, Chipre terminou em nono lugar entre 16 participantes. Embora Chipre não tenha participado em 2015 por razões financeiras, a nação regressou em 2016, apenas para ficar entre os dois últimos em ambos os eventos: penúltimo em 2016 com George Michaelides e a música "Dance Floor" em Valletta, Malta e último no concurso 2017 com Nicole Nicolaou e a música "I Quero ser uma estrela" em Tbilisi, Geórgia. Este último marcou o pior resultado do país na competição. Ambas as inscrições foram selecionadas internamente pela emissora. No ano seguinte, em 11 de junho de 2018, a CyBC anunciou que não participaria do concurso em 2018 sem que os motivos de sua retirada sejam publicados.

## Idiomas a concurso
| Idioma        | Vezes |
| ------------- | ----- |
| Grego         | 5     |
| Grego, Inglês | 2     |

## Participação
Legenda
     Vencedor
     2.º lugar
     3.º lugar
     Pontuação Nula ("Null Points")/Último Lugar
     Melhor classificação (fora do top 3)
     Qualificação para a final (fora do top 3)
     País-anfitrião
     Desclassificado
| #                               | Ano              | Artista            | Canção                                                                                                  | Tradução                 | Lugar    | Pontos   |
| ------------------------------- | ---------------- | ------------------ | --- | ------------------------ | -------- | -------- |
| 1º                              | Copenhaga 2003   | Theodora Rafti     | "Mia efhi" (Μια ευχή)" C & L:Theodora Rafti                                                             | Um desejo                | 14º      | 16       |
| 2º                              | Lillehammer 2004 | Marios Tofi        | "Oneira" (Όνειρα) C & L:Marios Tofi                                                                     | Sonhos                   | 8º       | 61       |
|                                 | Hasselt 2005     | Rena Kiriakidi     | "Tsirko" (Τσίρκο) C & L:Desconhecido                                                                    | Circo                    | Desistiu | Desistiu |
| 3º                              | Bucareste 2006   | Luis & Christina   | "Agoria koritsia" (Αγόρια κορίτσια) C & L:Christina Christofi, Louis Panagiotou                         | Meninos Meninas          | 8º       | 58       |
| 4º                              | Roterdão 2007    | Yiorgos Ioannides  | "I mousiki dinei ftera" (Η μουσική δίνει φτερά) C & L:Yiorgos Ioannides                                 | A música dá asas         | 14º      | 29       |
| 5º                              | Limassol 2008    | Elena & Charias    | "Gioupi gia!" (Γιούπι για!) C & L:Elena Mannouri & Charis Savva                                         | Sim, para!               | 10º      | 46       |
| 6º                              | Kiev 2009        | Rafaella Kosta     | "Thalassa, ilios, aeras, fotia" (Θάλασσα, ήλιος, αέρας, φωτιά) C:Martha Paradisioti L:Rafaella Costa    | Mar, sol, ar, fogo       | 11º      | 32       |
| Não participou de 2009 até 2014 |                  |                    | |                          |          |          |
| 7º                              | Marsa 2014       | Sofia Patsalides   | "I pio omorfi mera" (Η πιο όμορφη μέρα) C:Alex Panayi L:Alex Panayi, Sophia Patsalides, Stavros Stavrou | O dia mais lindo         | 9º       | 69       |
| Não participou de 2014 até 2016 |                  |                    | |                          |          |          |
| 8º                              | Valeta 2016      | George Michaelides | "Dance Floor" C:Andreas Anastasiou L:Andreas Anastasiou, George Michaelides                             | Pista de dança           | 16º      | 27       |
| 9º                              | Tbilisi 2017     | Nicole Nicolau     | "I Wanna Bê a Star" C & L:Constantinos Christoforou                                                     | Eu Quero Ser uma Estrela | 16º      | 45       |
| Não participou de 2017 a 2024   |                  |                    | |                          |          |          |
| 10º                             | Madrid 2024      | Maria Pissarides   | "Crystal Waters" C & L:Armin "Highmøre", Gilani,Sophia Patsalides,Maria Pissarides                      | Eu Quero Ser uma Estrela | 13º      | 60       |

## Comentadores e porta-vozes
| Ano           | Comentador          | Porta-voz             |
| ------------- | ------------------- | --------------------- |
| 2003          | Katerina Karagianni | Tina Nikolaou         |
| 2004          | Neoklis Papas       | Stella Maria Koukides |
| 2005          | Aggelos Stamatos    | Stella Maria Koukides |
| 2006          | Kyriakos Pastides   | George Ioannidies     |
| 2007          | Kyriakos Pastides   | Natalie Michael       |
| 2008          | Kyriakos Pastides   | Christina Christofi   |
| 2009          | Kyriakos Pastides   | George Ioannidies     |
| 2010–2013     | Sem transmissão     | Não participou        |
| 2014          | Kyriakos Pastides   | Paris Nicolaou        |
| 2015          | Sem transmissão     | Não participou        |
| 2016          | Kyriakos Pastides   | Loucas Demetriou      |
| 2017          | Kyriakos Pastides   | Maria Christophorou   |
| 2018–Presente | Sem transmissão     | Não participou        |

## Edições realizadas na Armênia
| Ano  | Localização | Local                            | Apresentadores                  |
| ---- | ----------- | -------------------------------- | ------------------------------- |
| 2008 | Limassol    | Spyros Kyprianou Athletic Centre | Sophia Paraskeva e Alex Michael |